# Philip Adrian Booth
Philip Adrian Booth (19 febbraio 1960) è un regista, sceneggiatore, montatore e direttore della fotografia britannico.
Ha collaborato alla realizzazione di diversi documentari su fantasmi ed esorcismi. Con il fratello gemello Christopher Saint Booth ha scritto la canzone "Everyone Knows That", famoso fenomeno di lost media, e ha realizzato il film Death Tunnel - La maledizione.

## Filmografia
- Death Tunnel - La maledizione (2005)
- ShadowBox (2005)
- Spooked: the ghosts of Waverly Hills Sanatorium (2006) (documentario)
- Dark Place (2007)
- Children of the Grave (2007) (videoclip)
- Ghouls Gone Wild (2008) (videoclip)
- The Possessed (2009) (documentario)
- Immortal Island (2009)
- The Haunted Boy: Secret diary of the exorcist (2010) (documentario)